# Johann Evangelist Reiter
Johann Evangelist Reiter (* 1. April 1764 in Weissenstein, Herrschaft Rechberg; † 28. Oktober 1835 in Auernheim, Oberamt Heidenheim) war ein deutscher katholischer Pfarrer und Geometer, aber auch Freskenmaler, Bildhauer, Steinmetz, Musiker und Architekt.

## Biografie

### Kindheit und Jugend
Johann Evangelist Reiter wurde während einer Sonnenfinsternis in Weissenstein im heutigen Landkreis Göppingen geboren. Sein Vater war Schneider und seine Mutter Näherin. In seiner frühesten Jugend wurde er zu allen möglichen Arbeiten angehalten, und da er der Erstgeborene war, musste er auch seine kleineren Geschwister versorgen.
Mit sieben Jahren kam er zur Schule. Das Schreiben und Lesen fiel ihm leicht, aber noch lieber wollte er malen. Seinen Hang zur Musik spürte er schon in der ersten Schulzeit. Mit Singen allein war er nicht zufrieden, so lernte er das Geigenspiel. Als Schneidergeselle zog er mit dem Vater zu Bauernhöfen, half jedoch nicht bei der Schneiderei, sondern kennzeichnete und bemalte Säcke und spielte abends mit seiner Geige für die Knechte und Mägde auf, wobei er mehr verdiente als sein Vater. Die Schneiderei lag ihm nicht, deshalb versuchte er mit seiner Musik als Spielmann zu reisen.
Mit 13 Jahren wurde er in das Kloster Neresheim als Sängerknabe aufgenommen. Dort lernte er Latein und wurde in die Grundlagen der Wissenschaft eingeführt. In dieser Zeit starb seine Mutter, und sein Vater, allein mit seinen vier Geschwistern, musste notgedrungen noch einmal heiraten. Im Kloster bastelte der junge Johann in seiner Freizeit Puppen, spielte Marionettentheater und erlernte das Flötenspiel, nachdem er als Sängerknabe im Stimmbruch seine Altstimme verloren hatte.

### Studium und Eintritt in das Kloster
Er begann ein Grundlagenstudium und wollte dann in Neuburg an der Donau Musik studieren, wurde aber dort abgewiesen, weil er Schwabe und somit Ausländer war.
Da keimte in ihm der Gedanke, ins Kloster einzutreten. So wurde er im Jahre 1782 ins Kloster Neresheim aufgenommen und legte im Jahre 1784 die Ordensgelübde ab. In den folgenden Jahren studierte er u. a. Logik, Physik, Metaphysik, Mathematik, Naturrecht und die griechische Sprache. Nach vollendetem theologischen Kurs erhielt er 1788 die Priesterweihe. Danach wurde er als Professor der Mathematik und praktischen Geometrie für die jungen Klostergeistlichen angestellt und musste im Klostergymnasium die niederen Klassen übernehmen.
Später befahl ihm der Abt, seine Kenntnisse in der Geometrie praktisch ausüben und schickte ihn aufs Land, die herrschaftlichen Ländereien und Bauerngüter genau zu vermessen, um die alten Sal- und Lagerbücher zu erneuern. Im Sommer nahm er dabei Quartier bei den jeweiligen Ortspfarrern und im Winter machte er die nötigen Zeichnungen, Berechnungen und Beschreibungen. Diese Arbeiten wurden 1796 unterbrochen, als im Krieg die Franzosen das ganze Härtsfeld überschwemmten. Dem jungen Pater Reiter wurde danach das Kastenamt und 1799 die Forstverwaltung und das Holzamt übertragen, Ämter, die er bis zur Übernahme des Klosters im Jahre 1802 durch den Fürsten von Thurn und Taxis verwaltete.

### Auflösung des Klosters, Zeit in Großkuchen
Im folgenden Jahr, 1803, wurde das Kloster aufgehoben und den Geistlichen eine Pension zugestanden. Napoleon löste in dieser Zeit sämtliche Klöster auf und verschenkte sie an lokale weltliche Herrscher; das Kloster Neresheim wurde dem Fürsten von Thurn und Taxis vermacht. Die geistlichen Herren errichteten aus freiem Willen ein Lyzeum für Studenten, die sich hauptsächlich der Kameralwissenschaft widmen wollten. Professor Reiter wurde für die Ökonomie eingeteilt und hatte das ganze Personal, einschließlich der Professoren und Studenten, rund hundert Personen, zu versorgen. Dabei musste er noch als Professor Vorlesungen halten über Forstwissenschaft, Praktische Geometrie, Landwirtschaft und Bürgerliche Baukunst.
Nach dem Tod des Fürsten wurde diese Anstalt aufgehoben. Der junge Fürst riet den Professoren, das Kloster zu verlassen und sich einen neuen Wirkungskreis zu suchen, Pfarrer Seckler in Großkuchen nahm den heimatlosen Pater Reiter mit Freuden auf, denn der hatte bei ihm schon einmal zwei Sommer lang gewohnt. Er übertrug ihm die Pastoration des „Filials“ Kleinkuchen zur „Einübung seelsorgerischer Tätigkeit“.

### Zeit in Auernheim
Am 11. Juli 1807 übernahm Reiter die Stelle als „Frühmesser“ in Dischingen, bis er, nach dem Tod des damaligen Auernheimer Pfarrers Johann Nepomuk Dempf, am 27. September 1807 auf Vorschlag von Sr. Fürstli. Durchlaucht die Pfarrei Auernheim erhielt. Am 6. Oktober wurde er dann als neuer Auernheimer Pfarrer in einer „Schaisse“, von zwei Schimmeln gezogen und von 18 Reitern begleitet, in Dischingen abgeholt. Zu seiner großen Überraschung kamen zur gleichen Zeit sein Vater, seine Schwester und zwei seiner Brüder an. Die Auernheimer bereiteten ihrem neuen Pfarrer einen herzlichen Empfang.
Was Pfarrer Reiter in Auernheim in den kommenden Jahren bis zu seinem Tod im Jahre 1835 erneuerte und bewegte, war ein Segen für die ganze Gemeinde. Zunächst nahm er in der Kirche einige Veränderungen vor, fasste selbst die Nebenaltäre mit Farbe, frischte die Holzfiguren des St. Wendelin und St. Sebastian (siehe St. Georg Auernheim) auf und stellte neue Leuchter für den Hochaltar her. Er schaffte das Würzburger, das Konstanzer und das Tübinger Gesangbuch an, um die Kirchenmusik zu verbessern, den Gottesdienst „allgemein erbaulicher“ zu machen und „dem Volk eine aktivere Teilnahme zu ermöglichen“. Für den Orgelchor schrieb er selbst ein eigenes Buch mit Predigt- und Christenlehrliedern, deutschen Messen und Vespern sowie auch Sonn-, Festtags- und Gelegenheitsliedern. Am allermeisten war ihm daran gelegen, die Andachten oder sonstigen gelegentlichen Gottesdienste anschaulicher und verständlicher zu machen, „um das Volk in einer heilsamen Aufmerksamkeit zu halten, und damit eine ungewohnte und reizende Abwechslung zu erreichen“.
Um allgemein verständlicher zu werden, hielt er alle nachmittäglichen Gottesdienste in deutscher Sprache, „um etwas zu erwecken, was der Zeitgeist so dringend verlangte“. Ermuntert wurde er von Pater Nack, einem ehemaligen Benediktiner von Neresheim, damals Pfarrer in Druisheim, seinem Beispiel zu folgen und solche Neuerungen einzuführen. Allerdings riet ihm dieser später wieder davon ab, weil er einen Verweis vom Ordinariat Augsburg erhalten hatte. Trotz brüderlicher Mahnung hielt Pfarrer Reiter nicht nur alle nachmittäglichen und außerordentlichen Gottesdienste in deutscher Sprache, sondern verlas auch, nach Anleitung des Tübinger Gesangbuchs und eines neuen Rituals für die Diözese Konstanz, während der Messe die Epistel und das Evangelium in deutscher Sprache. Auch stimmte er das Gloria und Credo auf Deutsch an.
Pfarrer Reiter war vielseitig begabt. Er malte einige Fresken in der Kirche St. Georg (die nicht mehr vorhanden sind), fertigte zwei neue Chorfähnlein an, malte ein neues Zifferblatt für die Kirchenuhr, schrieb Theaterstücke und führte auf der „Lichten Gemeinde“ einmal die Oper von Kotzebue „Der Eremit von Formentara“ auf, wobei die Schauspieler alle aus dem Dorf stammten, nur das Orchester wurde durch zwei Neresheimer verstärkt. Erwähnt sei noch der Bau einer neuen Orgel → im Jahre 1823 nach dem Plan von Pfarrer Reiter, sowie der Schulhaus-Neubau im Jahre 1832, bei dem er selbst die Grundsteinlegung vornahm.
| Personendaten    | Personendaten                               |
| ---------------- | ------------------------------------------- |
| NAME             | Reiter, Johann Evangelist                   |
| KURZBESCHREIBUNG | deutscher katholischer Pfarrer und Künstler |
| GEBURTSDATUM     | 1. April 1764                               |
| GEBURTSORT       | Weissenstein, Herrschaft Rechberg           |
| STERBEDATUM      | 28. Oktober 1835                            |
| STERBEORT        | Auernheim, Oberamt Heidenheim               |